# 영화 목록/ㅍ
| #  | ㄱ  | ㄴ | ㄷ | ㄹ | ㅁ | ㅂ |
| ㅅ | ㅇ  | ㅈ | ㅊ | ㅋ | ㅌ | ㅍ |
| ㅎ | A~Z |    |    |    |    |    |

다음은 'ㅍ'자로 시작하는 영화 목록이다.

## 파-퍠
- 파고 (1996년)
- 파라독스 (2017년)
- 파랑주의보 (2005년)
- 파리로 가는 길 (2017년)
- 파수꾼 (2011년)
- 파운더 (2016년)
- 파이널 포트레이트 (2017년)
- 파이트 클럽 (1999)
- 파프리카 (2006년)
- 판도라 (2016년)
- 판의 미로 - 오필리아와 세 개의 열쇠 (2006년)
- 판타스틱 우먼 (2017년)
- 패닉 룸 (2002년)
- 패딩턴 (2014년)
- 패딩턴 2 (2018년)
- 패스트 & 퓨리어스 2 (2003)
- 패스트 & 퓨리어스: 도쿄 드리프트 (2006)

## 퍼-폐
- 퍼스트 어벤저 (2011년)
- 퍼니 게임 (1997년)
- 퍼니 게임 (2007년)
- 퍼시픽 림 (2013년)
- 퍼시픽 림: 업라이징 (2018년)
- 퍼펙트 게임 (2009년)
- 퍼펙트 게임 (2011년)
- 퍼햅스 러브 (2005년)
- 펄프 픽션 (1994년)
- 페르디난드 (2018년)
- 페르세폴리스 (2007년)
- 페르마의 밀실 (2007년)
- 페이스 메이커 (2012년)
- 펠햄 123 (2009년)
- 펭귄 하이웨이 (2018년)
- 평양성 (2011년)

## 포-표
- 포레스트 검프 (1994년)
- 포인트 브레이크 (2015년)
- 포화 속으로 (2010년)
- 폼포코 너구리 대작전 (1994년)
- 표류단지 (2022년)

## 푸-퓨
- 푸른 소금 (2011년)
- 품행제로 (1933년)
- 품행제로 (2002년)

## 프-피
- 프란시스 하 (2012년)
- 프랭크 (2014년)
- 프레스티지 (2006년)
- 프리다 (2002년)
- 프리미엄 러쉬 (2012년)
- 플라이 (1986년)
- 플란다스의 개 (2000년)
- 플래시 (2023년)
- 플래툰 (1987년)
- 플로리다 프로젝트 (2018년)
- 피아니스트 (2001년)
- 피아니스트 (2002년)
- 픽셀 (2015년)